# ميدالية الدرك الوطني

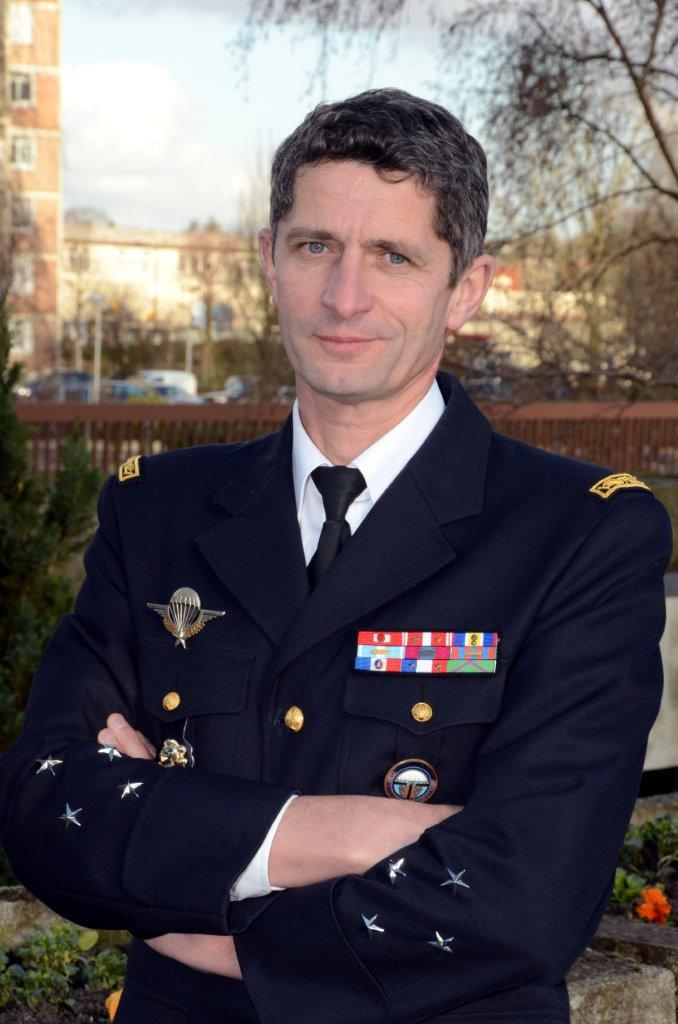
الجنرال دينيس فافييه، الحائز على وسام الدرك الوطني بقنبلة يدوية

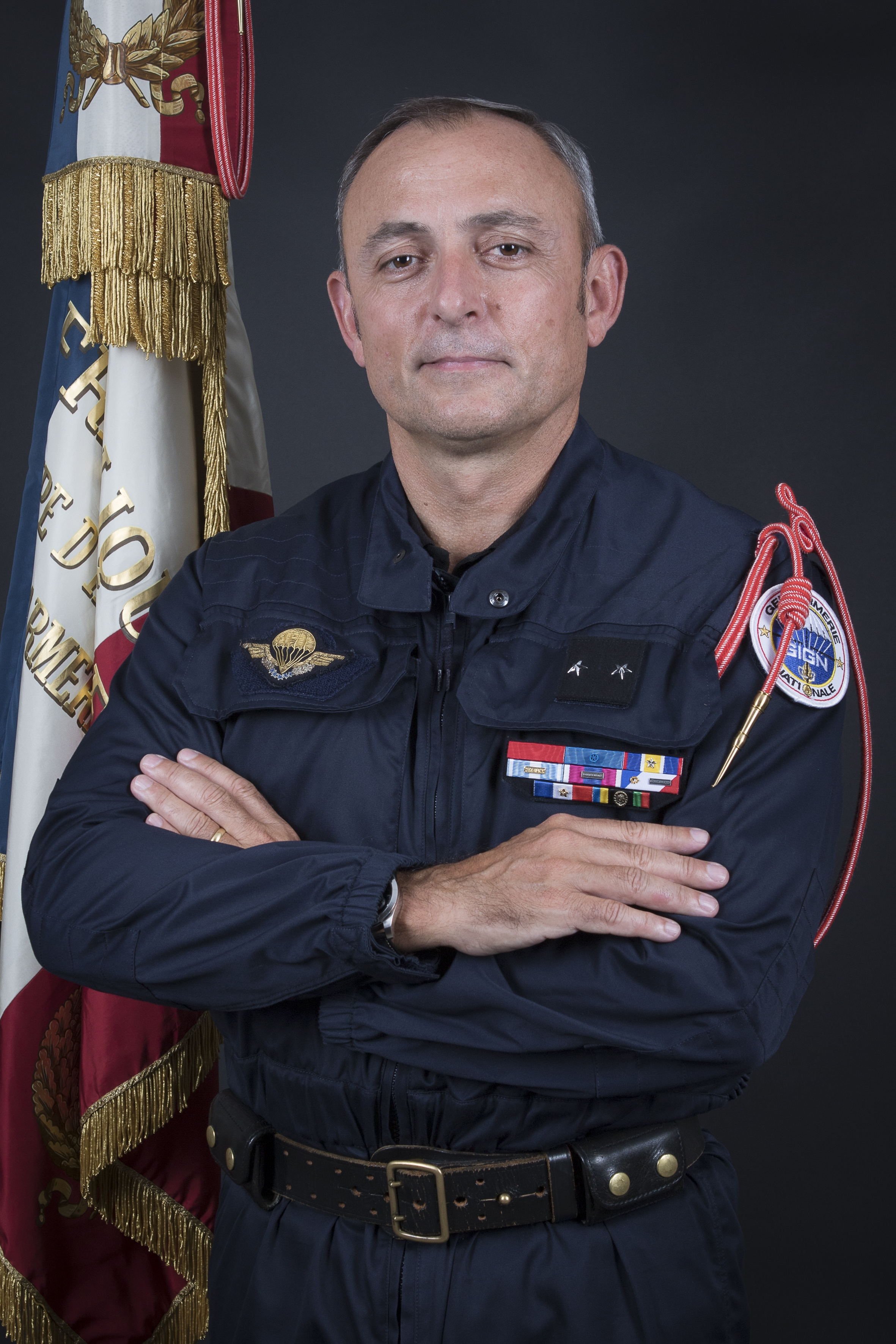
الجنرال أوبرت بونو، الحائز على وسام الدرك الوطني بجهاز النجمة الفضية

وسام الدرك الوطني (بالفرنسية: Médaille de la Gendarmerie nationale)‏ هو وسام عسكري فرنسي تم انشاؤه في 5سبتمبر 1949 بناء على اقتراح من وزير الدفاع آنذاك، السيد بول رامادير. تم انشاؤه في الأصل في درجة واحدة لمنح الضباط وضباط الصف من الدرك الوطني الذين ورد ذكرهم في أوامر الخدمة بأكملها. مثل هذا الاقتباس في أوامر الخدمة بأكملها، وجميع العمليات اللاحقة المحتملة سيتم الإشارة اليها بواسطة قنبلة يدوية على الشريط كما يمكن للميدالية، ولايزال من الممكن منحها مرة واحدة فقط لأي متلقي محتمل. ويمكن أيضا منح الميدالية بشكل استثنائي لأشخاص ليسوا أعضاء في الخدمة للخدمات الهامة المقدمة لقوات الدرك أو للمساعدة خلال المهام الخاصة. تم تقديم هذه العروض التقديمية بدون اقتباس وبالتالي بدون أي شريط.
ظل النظام الأساسي للميدالية دون تغيير حتى مراجعة حديثة عام 2004 كما هو مفصل أدناه.

## نظام الجائزة
تم منح وسام الدرك الوطني من قبل وزير دفاع الجمهورية الفرنسية بناء على اقتراح من مدير قوات الدرك الوطنية للضباط وضباط الصف والرتب العسكرية وملف الدرك الوطني الذين تميزوا من خلال العمل الرائع الذي يتطلب صفات خاصة من الشجاعة والتضحية بالنفس، والتي يتم إنجازها في واجب الحفاظ على القانون والنظام.
يمكن أيضًا منحها بشكل استثنائي إلى:
- أفراد قوات الدرك العسكريين، للقيام بأنشطة أو أعمال ملحوظة أدت إلى قوة دفع حاسمة للخدمة;[2]

الأشخاص الذين لا ينتمون إلى قوات الدرك الذين قدموا خدمات مهمة لهذا الأخير أو الذين حصلوا على امتنانه من خلال مساعدتهم الجديرة بالتقدير في سياق المهمات.
يزين شريط الميدالية بجهاز يشير إلى درجة الجائزة كما هو موضح في الاقتباس المصاحب:
- النخلة البرونزية عند الاستشهاد بها في الخدمة بأكملها؛
- النجم الذهبي عند الاستشهاد به في فيلق الجيش المعني؛
- النجمة الفضية عند الاستشهاد بها في القسم ذي الصلة؛
- النجمة البرونزية عند الاستشهاد باللواء أو الفرقة ذات الصلة.

يجوز منح الميدالية بعد الوفاة.
الميداليات الممنوحة قبل مرسوم عام 2004 والتي تحمل القنبلة البائدة الآن سيتم استبدالها بنجمة ذهبية على مستوى فيلق الجيش.
لن يتم منح أي مكافآت بأثر رجعي عن الإجراءات السابقة لإنشاء الميداليات.

## وصف الجائزة
وسام الدرك الوطني هي ميدالية برونزية دائرية مذهبة بقطر 36 مم. في الجزء العلوي، أيضًا من البرونز المذهب وإخفاء حلقة التعليق الشريطية، تُلصق قنبلة يدوية بها ألسنة اللهب بين أوراق الغار. والوجه الآخر يحمل صورة بارزة لخوذة قريبة من البرقوق تستريح على سيف يشير إلى الأعلى، وهي تحمل نقشا دائريا على طول محيطها «الدرك الوطني». يحمل الوجه الخلفي إكليلًا من الغار مع نقش بارز «شجاعة الانضباط» على سطرين في الأعلى، والمركز محجوز لكتابة اسم المستلم.
يعلق وسام الدرك الوطني بشريط حريري مموج بعرض 37 مم مقسومًا على خطوط عمودية بالألوان التالية:
- شريط مركزي أصفر بعرض 10 مم يمثل لون الشرطة القديم، الخدمة العسكرية المكلفة بالشرطة والواجبات القضائية في ظل النظام القديم؛ [4]
- خطوط بيضاء بعرض 2 مم على حدود الشريط المركزي، وهي تمثل التقسيمين الفرعيين للخدمة، خدمة الشرطة والحرس الجمهوري;[4]
- هذه الأشرطة المركزية تحدها خطوط عمودية زرقاء بعرض 9.5 ملم تمثل لون خدمة الشرطة؛[4]
- تمثل خطوط الحواف الحمراء الساطعة بعرض 2 مم الحرس الجمهوري.[4]

## المستلمون البارزون (قائمة جزئية)
- الجنرال دينيس فافيير
- الجنرال جاك مينيو
- الجنرال تييري أوروسكو
- القائد (الرائد) كريستيان بروتو
- الكابتن بول باريل
- ضابط الصف الرئيسي تييري برونغناود
- ضابط الصف الرئيسي هوبرت كليمان
- الجنرال جاي باراير
- الجنرال هوبير بونو
- الجنرال رولاند جيل

## روابط خارجية
- Gendarmerie nationaleباللغة الفرنسية
- Garde Républicaineباللغة الفرنسية
- Museum of the Legion of Honourباللغة الفرنسية